# Sindre Iversen
Sindre Iversen (ur. 5 kwietnia 1989) – norweski snowboardzista. Nie startował na igrzyskach olimpijskich ani na mistrzostwach świata w snowboardzie. Najlepsze wyniki w Pucharze Świata osiągnął w sezonie 2007/2008, kiedy to zajął 79. miejsce w klasyfikacji generalnej.

## Sukcesy

### Puchar Świata

#### Miejsca w klasyfikacji generalnej
- 2007/2008 - 79.
- 2008/2009 - 274.

#### Miejsca na podium
1. Moskwa – 9 lutego 2008 (Big Air) - 3. miejsce